# Torre de Dalt
La torre de Dalt, también conocida como Torre del Dit, en la población de Gaibiel, comarca del Alto Palancia, en la provincia de Castellón, es una torre defensiva situada en el cerro que domina la Rambla de Gaibiel, que está catalogada como Bien de Relevancia Local, con código identificador 12.07.065-004, según consta en la Dirección General de Patrimonio Artístico de la Generalidad Valenciana.

## Historia
Al igual que sucede con el Castillo falta documentación que avale lo que se conoce sobre la Torre. El nombre de Torre del Dit es un nombre más reciente que el propio, Torre de Dalt, y tiene su origen en la forma que han conservado las ruinas de la misma.
Se cree que el origen de la torre es musulmán, pudiendo ser una torre defensiva de apoyo y vigía del castillo de Gaibiel, aunque los restos que se han estudiado indican que su estructura es más semejante a un castillo de pequeñas dimensiones que a una torre defensiva o de vigilancia.
En la actualidad sólo quedan unos pocos restos, en concreto restos del flanco de la torre cilíndrica, realizada con mampostería, y situada muy cerca de los restos de un amurallamiento.

## Descripción
Como ya hemos comentado anteriormente la estructura de los restos nos indica que se trata más de una pequeña fortaleza que de una torre exenta.
Parece que debió tener una forma cilíndrica con unos muros de 1.10 metros de grosor.
Se encuentra en el extremo de una explanada de dimensiones reducidas (unos 300 m²), en un monte aproximadamente a un quilómetro de la población, en dirección a Matet.